# 備北 (備後国)

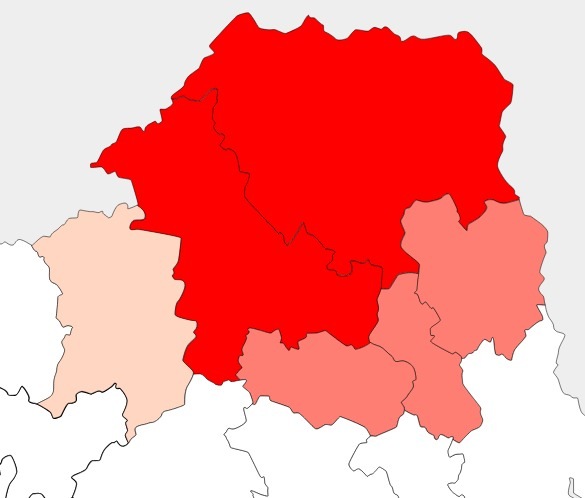
備北の地図(赤が濃いほど狭義の備北)

備北（びほく）とは、広島県北東部、旧備後国北部一帯にあたるエリアである。北備（ほくび）、奥備後（おくびんご）とも呼ばれる。範囲は状況により様々であるが、広島県の地域事務所の管轄や天気予報の二次細分区域である三次市・庄原市の両地区を指すことが多い。
なお、岡山県北西部（旧備中国北部）一帯や、岡山県北部一帯、もしくは岡山県北部から広島県北東部の旧吉備国一帯を指す言葉としても使われる。

## 概要
三次市を中心とした地域であるが、行政的な管轄で言えば、庄原市と三次市が備北地域事務所、神石郡と府中市上下町は福山地域事務所、世羅郡は尾三地域事務所の管轄となる。
天気予報では、備北地域事務所の管轄地域である三次・庄原両市を指している場合が多い。
エリア東部（庄原市東城町や神石郡）は福山などの南部や、岡山県新見市などとの文化・産業的繋がりが強い。これは、地形的に山で隔てられている庄原市内の他地域や三次市へのアクセスが悪い一方で、国道182号が改良されているため、往来が大きいことによる。このため福山エリアに属する場合が多い。また、岡山県側へは、この地域が元々成羽川や小田川など高梁川水系の地域であることや、江戸時代までは東城往来の道中であるため、川の下流にあたる岡山県の高梁市や井原市などとの繋がりも強かった。
また、世羅郡（特に旧：世羅町・甲山町）やかつての甲奴郡なども、同様に芦田川流域であることや、道路の改良の結果、福山や尾道・府中・三原などとの結びつきが強く、福山エリアに属する場合がある。
三次市は地理的な関係もあり、安芸地方（安芸高田市など）や島根県石見地方中部・出雲地方南部などの山陰地方との繋がりも強い。
エリア内は大半が山間部であるため人口は少なく、過疎地域が多い。三次市中心地域や庄原市中心地域に人口が密集している。

## 地理
この地域は中国山地に囲まれており、中国地方のほぼ中央に位置している。比婆山や道後山などの名峰があり、スキー場も多い。
また河川も多く、江の川（水源は芸北地方）や、その支流である西城川・馬洗川・上下川・美波羅川などが流れる。これらの支流と江の川は、三次市内で合流し、島根県へ流れ日本海へ至る。
東部では岡山県へ流れ、高梁川と合流し瀬戸内海へ流れ出る成羽川（東城川）や小田川などの河川もある。
世羅郡や府中市上下町・神石町・庄原市東部では、瀬戸内海へ流れる河川と日本海へ流れる河川とが存在しており、この一帯が分水嶺となっている。

## 地域

### 平成の大合併以後の該当市町村
- 三次市
- 庄原市

備北に含める場合と含めない場合がある地域
- 神石郡神石高原町
- 世羅郡世羅町
- 府中市上下町

### 平成の大合併以前の該当市町村
- 旧三次市
- 旧庄原市
- 双三郡三良坂町・吉舎町・三和町・布野村・作木村・君田村
- 比婆郡東城町・西城町・口和町・比和町・高野町
- 甲奴郡甲奴町・上下町・総領町

備北に含める場合と含めない場合がある地域
- 神石郡神石町・油木町・三和町・豊松村
- 世羅郡世羅町・甲山町・世羅西町

### 例外的に含むことがある地域
- 安芸高田市 - 全域が安芸国であるため、備北ではない。広義での芸北エリアとなる。しかし一部地域では三次市との関係が深く、備北地域に数えられることがごく稀にある。県の地域事務所は芸北地域事務所の管轄（所在地：広島市安佐北区可部四丁目12－1）となる。

## 交通

### 鉄道
- JR西日本：福塩線・芸備線・木次線
  - 福塩線は府中駅以南が岡山支社、以北が広島支社管轄。芸備線は備後落合駅以西が広島支社、以東が岡山支社の管轄。
  - なお、2002年（平成14年）までは福塩線の府中 - 塩町間および、芸備線の塩町 - 備後落合駅間も岡山支社の管轄だった。
  - また、木次線は米子支社の管轄。
  - 2018年（平成30年）までは、三江線が三次 - 江津を結んでいた。

## 備考
江戸時代中期以降、現在の神石高原町周辺は豊前中津藩の飛び地であった。